# Voleibol de playa en los Juegos Suramericanos de Playa de 2011
El voleibol de playa en los Juegos Suramericanos de Playa fue un evento de los Juegos Suramericanos de Playa de 2011. Se realizó desde el 2 de diciembre al 5 de diciembre en Manta, Ecuador son 16 equipos que lucharon por la medalla de oro separados en 4 grupos.

## Masculino

### Grupo A
| Equipo     | Pts | PJ | PG | PE | PP | SF | SC | Dif |
| ---------- | --- | -- | -- | -- | -- | -- | -- | --- |
| Chile1     | 9   | 3  | 3  | 0  | 0  | 6  | 0  | 6   |
| Venezuela1 | 6   | 3  | 2  | 0  | 1  | 4  | 2  | 2   |
| Venezuela2 | 3   | 3  | 1  | 0  | 2  | 2  | 4  | -2  |
| Bolivia    | 0   | 3  | 0  | 0  | 3  | 0  | 6  | -6  |

| 2 de diciembre de 2011, 16:00 | Venezuela | 2:0 | Venezuela |  |  |

| 2 de diciembre de 2011, 20:30 | Chile | 2:0 | Bolivia |  |  |

| 2 de diciembre de 2011, 20:30 | Chile | 2:0 | Venezuela |  |  |

| 2 de diciembre de 2011, 20:30 | Bolivia | 0:2 | Venezuela |  |  |

| 3 de diciembre de 2011, 16:00 | Chile | 2:0 | Venezuela |  |  |

| 3 de diciembre de 2011, 16:00 | Venezuela | 2:0 | Bolivia |  |  |

### Grupo B
| Equipo   | Pts | PJ | PG | PE | PP | SF | SC | Dif |
| -------- | --- | -- | -- | -- | -- | -- | -- | --- |
| Uruguay1 | 9   | 3  | 3  | 0  | 0  | 6  | 0  | 6   |
| Brasil1  | 5   | 3  | 2  | 0  | 1  | 4  | 3  | 1   |
| Chile2   | 3   | 2  | 1  | 0  | 2  | 2  | 4  | -2  |
| Uruguay2 | 1   | 3  | 0  | 0  | 3  | 1  | 6  | -4  |

| 2 de diciembre de 2011, 16:00 | Uruguay | 2:0 | Uruguay |  |  |

| 2 de diciembre de 2011, 20:30 | Brasil | 2:0 | Chile |  |  |

| 3 de diciembre de 2011, 20:30 | Brasil | 2:1 | Uruguay |  |  |

| 3 de diciembre de 2011, 20:30 | Chile | 0:2 | Uruguay |  |  |

| 3 de diciembre de 2011, 16:00 | Brasil | 0:2 | Uruguay |  |  |

| 4 de diciembre de 2011, 16:00 | Chile | 2:0 | Uruguay |  |  |

### Grupo C
| Equipo   | Pts | PJ | PG | PE | PP | SF | SC | Dif |
| -------- | --- | -- | -- | -- | -- | -- | -- | --- |
| Brasil2  | 9   | 3  | 3  | 0  | 0  | 6  | 0  | 6   |
| Ecuador1 | 6   | 3  | 2  | 0  | 1  | 4  | 2  | 2   |
| Perú1    | 3   | 3  | 1  | 0  | 2  | 2  | 4  | -2  |
| Perú2    | 0   | 3  | 0  | 0  | 3  | 0  | 6  | -4  |

| 2 de diciembre de 2011, 16:00 | Perú | 2:0 | Perú |  |  |

| 2 de diciembre de 2011, 20:30 | Ecuador | 0:2 | Brasil |  |  |

| 3 de diciembre de 2011, 20:30 | Ecuador | 2:0 | Perú |  |  |

| 3 de diciembre de 2011, 20:30 | Perú | 0:2 | Brasil |  |  |

| 3 de diciembre de 2011, 16:00 | Ecuador | 2:0 | Perú |  |  |

| 4 de diciembre de 2011, 16:00 | Brasil | 2:0 | Perú |  |  |

### Grupo D
| Equipo     | Pts | PJ | PG | PE | PP | GF | GC | Dif |
| ---------- | --- | -- | -- | -- | -- | -- | -- | --- |
| Argentina1 | 8   | 3  | 3  | 0  | 0  | 6  | 1  | 5   |
| Argentina2 | 4   | 2  | 1  | 0  | 1  | 3  | 2  | 1   |
| Paraguay   | 3   | 3  | 2  | 0  | 1  | 4  | 2  | 2   |
| Ecuador2   | 0   | 3  | 1  | 0  | 2  | 2  | 4  | -2  |

| 2 de diciembre de 2011, 16:00 | Argentina | 2:1 | Argentina |  |  |

| 2 de diciembre de 2011, 20:30 | Ecuador | 0:2 | Paraguay |  |  |

| 3 de diciembre de 2011, 20:30 | Argentina | 2:0 | Ecuador |  |  |

| 3 de diciembre de 2011, 20:30 | Argentina | 2:0 | Paraguay |  |  |

| 3 de diciembre de 2011, 16:00 | Paraguay | 0:2 | Argentina |  |  |

|asistencia = 
|refe = 
}}
| 4 de diciembre de 2011, 16:00 | Argentina | 0:2 | Ecuador |  |  |

### Segunda fase
|  | Cuartos de final       | Cuartos de final       |            |          | Semifinales            | Semifinales            |  |            | Final                  | Final                  |  |
|  | 4 de diciembre de 2011 | 4 de diciembre de 2011 |            |          | 5 de diciembre de 2011 | 5 de diciembre de 2011 |  |            | 6 de diciembre de 2011 | 6 de diciembre de 2011 |  |
|  |                        |                        |            |          |                        |                        |  |            |                        |                        |  |
|  |                        |                        |            |          |                        |                        |  |            |                        |                        |  |
|  | Uruguay1               | 2                      |            |          |                        |                        |  |            |                        |                        |  |
|  | Uruguay1               | 2                      |            |          |                        |                        |  |            |                        |                        |  |
|  | Ecuador1               | 0                      |            |          |                        |                        |  |            |                        |                        |  |
|  | Ecuador1               | 0                      |            | Uruguay1 | 0                      |                        |  |            |                        |                        |  |
|  |                        |                        |            | Uruguay1 | 0                      |                        |  |            |                        |                        |  |
|  |                        |                        | Venezuela1 | 2        |                        |                        |  |            |                        |                        |  |
|  | Venezuela1             | 2                      | Venezuela1 | 2        |                        |                        |  |            |                        |                        |  |
|  | Venezuela1             | 2                      |            |          |                        |                        |  |            |                        |                        |  |
|  | Argentina1             | 1                      |            |          |                        |                        |  |            |                        |                        |  |
|  | Argentina1             | 1                      |            |          |                        |                        |  | Venezuela2 | 1                      |                        |  |
|  |                        |                        |            |          |                        |                        |  | Venezuela2 | 1                      |                        |  |
|  |                        |                        | Brasil2    | 2        |                        |                        |  |            |                        |                        |  |
|  | Brasil1                | 0                      | Brasil2    | 2        |                        |                        |  |            |                        |                        |  |
|  | Brasil1                | 0                      |            |          |                        |                        |  |            |                        |                        |  |
|  | Brasil2                | 2                      |            |          |                        |                        |  |            |                        |                        |  |
|  | Brasil2                | 2                      |            | Brasil2  | 2                      |                        |  |            |                        |                        |  |
|  |                        |                        |            | Brasil2  | 2                      |                        |  |            |                        |                        |  |
|  |                        |                        | Argentina2 | 0        |                        |                        |  |            |                        |                        |  |
|  | Chile1                 | 0                      | Argentina2 | 0        |                        |                        |  |            |                        |                        |  |
|  | Chile1                 | 0                      |            |          |                        |                        |  |            |                        |                        |  |
|  | Argentina2             | 2                      |            |          |                        |                        |  |            |                        |                        |  |
|  | Argentina2             | 2                      |            |          |                        |                        |  |            |                        |                        |  |
|  |                        |                        |            |          |                        |                        |  |            |                        |                        |  |

## Femenino

### Grupo A
| Equipo    | Pts | PJ | PG | PE | PP | SF | SC | Dif |
| --------- | --- | -- | -- | -- | -- | -- | -- | --- |
| Brasil1   | 9   | 3  | 3  | 0  | 0  | 6  | 0  | 6   |
| Ecuador1  | 6   | 3  | 2  | 0  | 1  | 4  | 2  | 2   |
| Colombia1 | 3   | 3  | 1  | 0  | 2  | 2  | 4  | -2  |
| Ecuador2  | 0   | 3  | 0  | 0  | 3  | 0  | 6  | -6  |

| 2 de diciembre de 2011, 16:00 | Ecuador 1 | 2:0 | Ecuador 2 |  |  |

| 2 de diciembre de 2011, 20:30 | Brasil 1 | 2:0 | Colombia 1 |  |  |

| 2 de diciembre de 2011, 20:30 | Brasil 1 | 2:0 | Ecuador 2 |  |  |

| 2 de diciembre de 2011, 20:30 | Ecuador 1 | 2:0 | Colombia 1 |  |  |

| 3 de diciembre de 2011, 16:00 | Ecuador 1 | 0:2 | Brasil 1 |  |  |

| 3 de diciembre de 2011, 16:00 | Ecuador 2 | 0:2 | Colombia 1 |  |  |

### Grupo B
| Equipo     | Pts | PJ | PG | PE | PP | SF | SC | Dif |
| ---------- | --- | -- | -- | -- | -- | -- | -- | --- |
| Argentina1 | 9   | 3  | 3  | 0  | 0  | 6  | 0  | 6   |
| Chile      | 6   | 3  | 2  | 0  | 1  | 4  | 2  | 2   |
| Colombia1  | 3   | 3  | 1  | 0  | 2  | 2  | 4  | -2  |
| Bolivia    | 0   | 3  | 0  | 0  | 3  | 0  | 6  | -6  |

| 2 de diciembre de 2011, 16:00 | Argentina 1 | 2:0 | Colombia 1 |  |  |

| 2 de diciembre de 2011, 20:30 | Bolivia | 0:2 | Chile |  |  |

| 2 de diciembre de 2011, 20:30 | Argentina 1 | 2:0 | Chile |  |  |

| 3 de diciembre de 2011, 20:30 | Bolivia | 0:2 | Colombia 1 |  |  |

| 3 de diciembre de 2011, 16:00 | Argentina 1 | 2:0 | Bolivia |  |  |

| 3 de diciembre de 2011, 16:00 | Chile | 2:0 | Colombia 1 |  |  |

### Grupo C
| Equipo     | Pts | PJ | PG | PE | PP | SF | SC | Dif |
| ---------- | --- | -- | -- | -- | -- | -- | -- | --- |
| Brasil2    | 8   | 3  | 3  | 0  | 0  | 5  | 1  | 4   |
| Uruguay2   | 5   | 1  | 2  | 0  | 1  | 4  | 1  | 3   |
| Venezuela1 | 5   | 3  | 1  | 0  | 2  | 4  | 6  | -2  |
| Perú       | 0   | 3  | 0  | 0  | 3  | 0  | 6  | -6  |

| 2 de diciembre de 2011, 16:00 | Venezuela 1 | 1:2 | Uruguay 2 |  |  |

| 2 de diciembre de 2011, 20:30 | Perú | 0:2 | Brasil 2 |  |  |

| 3 de diciembre de 2011, 20:30 | Venezuela 1 | 1:2 | Brasil 2 |  |  |

| 3 de diciembre de 2011, 20:30 | Perú | 0:2 | Uruguay 2 |  |  |

| 3 de diciembre de 2011, 16:00 | Venezuela 1 | 2:0 | Perú |  |  |

| 3 de diciembre de 2011, 16:00 | Brasil 2 | 2:0 | Uruguay 2 |  |  |

### Grupo D
| Equipo     | Pts | PJ | PG | PE | PP | SF | SC | Dif |
| ---------- | --- | -- | -- | -- | -- | -- | -- | --- |
| Uruguay1   | 9   | 3  | 3  | 0  | 0  | 6  | 0  | 6   |
| Paraguay   | 5   | 3  | 2  | 0  | 0  | 4  | 2  | 2   |
| Venezuela2 | 2   | 1  | 1  | 0  | 2  | 2  | 5  | -3  |
| Argentina2 | 1   | 3  | 0  | 0  | 3  | 1  | 5  | -4  |

| 2 de diciembre de 2011, 16:00 | Uruguay 1 | 2:0 | Venezuela 2 |  |  |

| 2 de diciembre de 2011, 20:30 | Paraguay | 2:1 | Argentina 2 |  |  |

| 3 de diciembre de 2011, 20:30 | Uruguay 1 | 2:0 | Argentina 2 |  |  |

| 3 de diciembre de 2011, 20:30 | Paraguay | 2:0 | Venezuela 2 |  |  |

| 3 de diciembre de 2011, 16:00 | Uruguay 1 | 2:0 | Paraguay |  |  |

| 3 de diciembre de 2011, 16:00 | Argentina 2 | 1:2 | Venezuela 2 |  |  |

### Segunda fase
|  | Cuartos de final       | Cuartos de final       |          |            | Semifinales            | Semifinales            |  |            | Final                  | Final                  |  |
|  | 4 de diciembre de 2011 | 4 de diciembre de 2011 |          |            | 5 de diciembre de 2011 | 5 de diciembre de 2011 |  |            | 6 de diciembre de 2011 | 6 de diciembre de 2011 |  |
|  |                        |                        |          |            |                        |                        |  |            |                        |                        |  |
|  |                        |                        |          |            |                        |                        |  |            |                        |                        |  |
|  | Argentina1             | 2                      |          |            |                        |                        |  |            |                        |                        |  |
|  | Argentina1             | 2                      |          |            |                        |                        |  |            |                        |                        |  |
|  | Uruguay2               | 0                      |          |            |                        |                        |  |            |                        |                        |  |
|  | Uruguay2               | 0                      |          | Argentina1 | 2                      |                        |  |            |                        |                        |  |
|  |                        |                        |          | Argentina1 | 2                      |                        |  |            |                        |                        |  |
|  |                        |                        | Uruguay1 | 0          |                        |                        |  |            |                        |                        |  |
|  | Uruguay1               | 2                      | Uruguay1 | 0          |                        |                        |  |            |                        |                        |  |
|  | Uruguay1               | 2                      |          |            |                        |                        |  |            |                        |                        |  |
|  | Ecuador1               | 0                      |          |            |                        |                        |  |            |                        |                        |  |
|  | Ecuador1               | 0                      |          |            |                        |                        |  | Argentina1 | 0                      |                        |  |
|  |                        |                        |          |            |                        |                        |  | Argentina1 | 0                      |                        |  |
|  |                        |                        | Brasil2  | 2          |                        |                        |  |            |                        |                        |  |
|  | Brasil1                | 2                      | Brasil2  | 2          |                        |                        |  |            |                        |                        |  |
|  | Brasil1                | 2                      |          |            |                        |                        |  |            |                        |                        |  |
|  | Paraguay               | 0                      |          |            |                        |                        |  |            |                        |                        |  |
|  | Paraguay               | 0                      |          | Brasil1    | 0                      |                        |  |            |                        |                        |  |
|  |                        |                        |          | Brasil1    | 0                      |                        |  |            |                        |                        |  |
|  |                        |                        | Brasil2  | 2          |                        |                        |  |            |                        |                        |  |
|  | Brasil2                | 2                      | Brasil2  | 2          |                        |                        |  |            |                        |                        |  |
|  | Brasil2                | 2                      |          |            |                        |                        |  |            |                        |                        |  |
|  | Chile                  | 0                      |          |            |                        |                        |  |            |                        |                        |  |
|  | Chile                  | 0                      |          |            |                        |                        |  |            |                        |                        |  |
|  |                        |                        |          |            |                        |                        |  |            |                        |                        |  |